# Saint-Remimont (Meurthe-et-Moselle)
Pour les articles homonymes, voir Saint-Remimont.
Saint-Remimont est une commune française située dans le département de Meurthe-et-Moselle en région Grand Est.

## Géographie
| Benney         | Crévéchamps               |                       |
| Ormes-et-Ville | Saint-Remimont            | Saint-Mard            |
| Crantenoy      | Laneuveville-devant-Bayon | Neuviller-sur-Moselle |

### Hydrographie
La commune est dans le bassin versant du Rhin au sein du bassin Rhin-Meuse. Elle est drainée par le canal de l'Est (Branche Sud) et le ruisseau du Moulin d'Orvillers,.
Le canal de l'Est (branche Sud) est un canal, chenal navigable de 73 km qui relie la commune de Chaumouseyà celle de Pont-Saint-Vincent où il se jette dans la Moselle. 

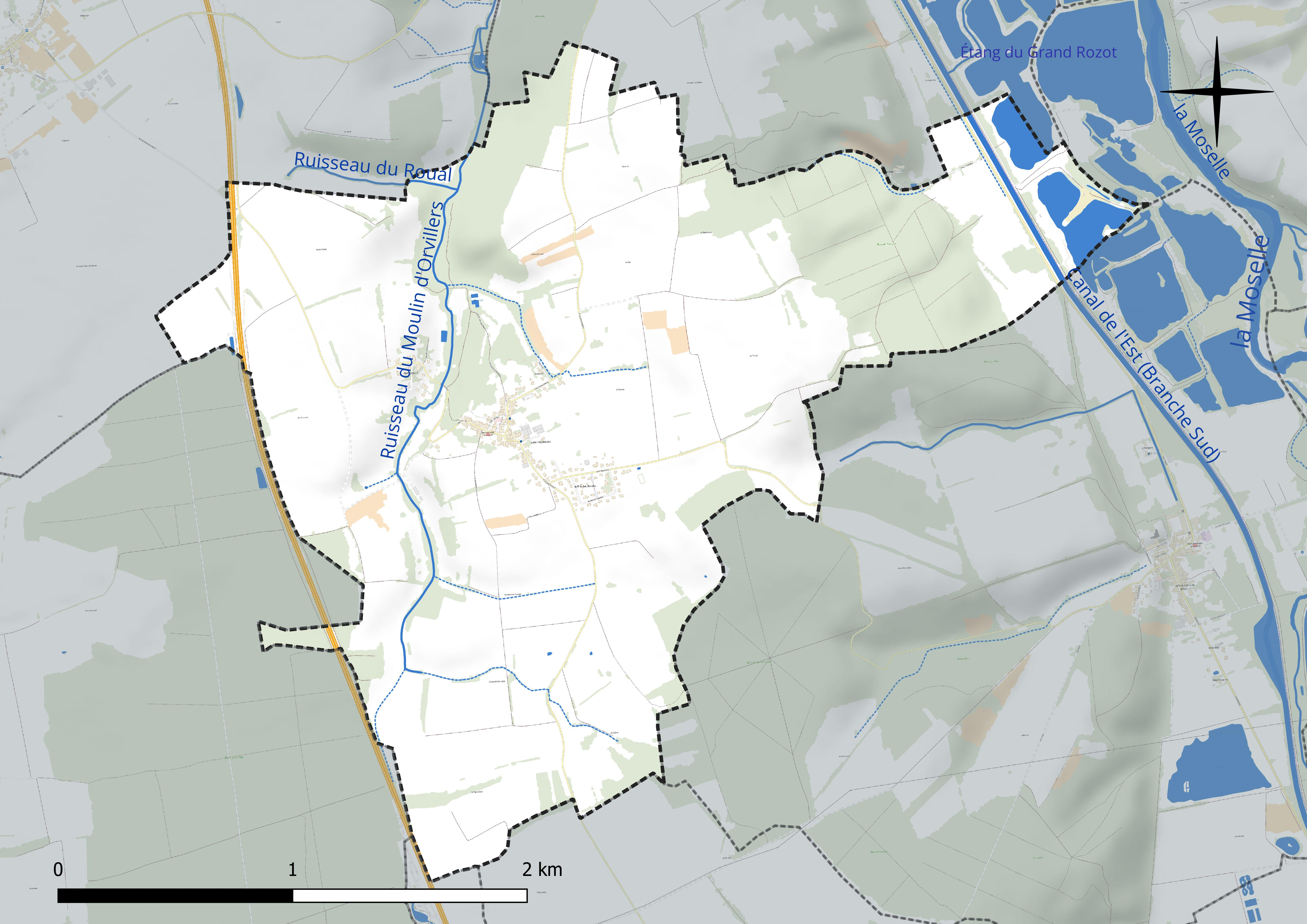
Réseau hydrographique de Saint-Remimont.

### Climat
Pour des articles plus généraux, voir Climat du Grand Est et Climat de Meurthe-et-Moselle.
En 2010, le climat de la commune est de type climat des marges montargnardes, selon une étude du Centre national de la recherche scientifique s'appuyant sur une série de données couvrant la période 1971-2000. En 2020, Météo-France publie une typologie des climats de la France métropolitaine dans laquelle la commune est exposée à un climat semi-continental et est dans la région climatique  Lorraine, plateau de Langres, Morvan, caractérisée par un hiver rude (1,5 °C), des vents modérés et des brouillards fréquents en automne et hiver. 
Pour la période 1971-2000, la température annuelle moyenne est de 9,4 °C, avec une amplitude thermique annuelle de 17 °C. Le cumul annuel moyen de précipitations est de 919 mm, avec 11,7 jours de précipitations en janvier et 9,5 jours en juillet. Pour la période 1991-2020, la température moyenne annuelle observée sur la station météorologique de Météo-France la plus proche, « Nancy-Essey », sur la commune de Tomblaine à 21 km à vol d'oiseau, est de 11,0 °C et le cumul annuel moyen de précipitations est de 746,3 mm. 
La température maximale relevée sur cette station est de 40,1 °C, atteinte le 24 juillet 2019 ; la température minimale est de −24,8 °C, atteinte le 21 février 1956,,. 
Les paramètres climatiques de la commune ont été estimés pour le milieu du siècle (2041-2070) selon différents scénarios d'émission de gaz à effet de serre à partir des nouvelles projections climatiques de référence DRIAS-2020. Ils sont consultables sur un site dédié publié par Météo-France en novembre 2022.

## Urbanisme

### Typologie
Au 1er janvier 2024, Saint-Remimont est catégorisée commune rurale à habitat dispersé, selon la nouvelle grille communale de densité à sept niveaux définie par l'Insee en 2022.
Elle est située hors unité urbaine. Par ailleurs la commune fait partie de l'aire d'attraction de Nancy, dont elle est une commune de la couronne,. Cette aire, qui regroupe 353 communes, est catégorisée dans les aires de 200 000 à moins de 700 000 habitants,.

### Occupation des sols
L'occupation des sols de la commune, telle qu'elle ressort de la base de données européenne d’occupation biophysique des sols Corine Land Cover (CLC), est marquée par l'importance des territoires agricoles (76,7 % en 2018), en diminution par rapport à 1990 (79,7 %). La répartition détaillée en 2018 est la suivante : 
terres arables (47,4 %), prairies (21,8 %), forêts (16,3 %), zones agricoles hétérogènes (7,5 %), zones urbanisées (3,8 %), milieux à végétation arbustive et/ou herbacée (1,9 %), eaux continentales (1,4 %). L'évolution de l’occupation des sols de la commune et de ses infrastructures peut être observée sur les différentes représentations cartographiques du territoire : la carte de Cassini (XVIIIe siècle), la carte d'état-major (1820-1866) et les cartes ou photos aériennes de l'IGN pour la période actuelle (1950 à aujourd'hui).

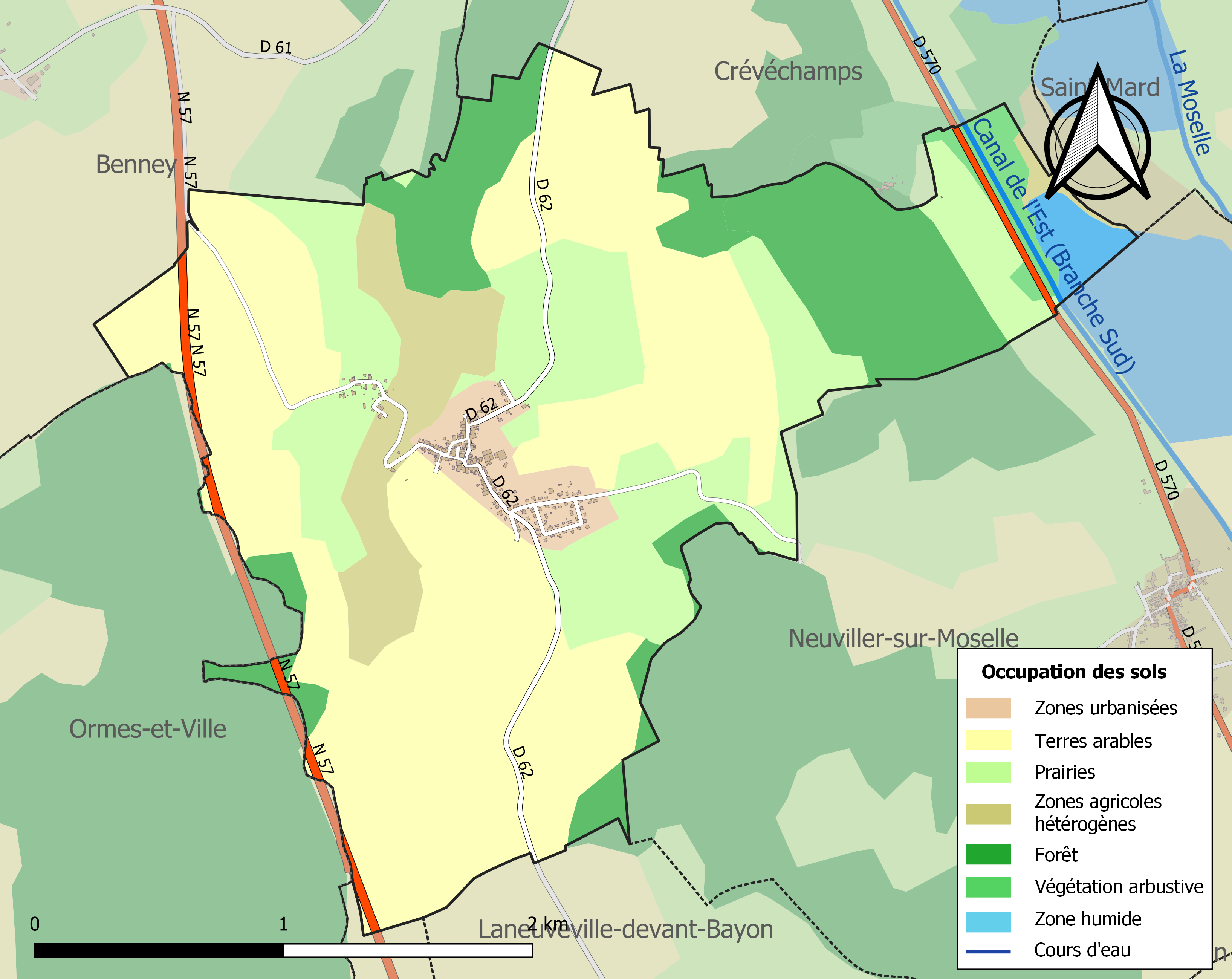
Carte des infrastructures et de l'occupation des sols de la commune en 2018 (CLC).

## Toponymie
Le nom de la localité est attesté sous les formes Ecclesia montis Sancti-Remigii, in comitatu Sanctensi (965) ; Sanctus-Remigius in comitatu Sanctensi (1137) ; Saint-Remeimont (1290) ; Saint-Remeymont (1399) ; Sancti Remigiimons en Sainctoix, Sancti Remigii mons (1402) ; Saint-Remimont-lès-Craon (1782).

Saint-Remimont est un hagiotoponyme qui fait référence à l'oïl saint et le nom de Remigius et oïl mont. Remimont, composé présentant « l'ordre déterminant et le déterminé », le nom du saint sert de déterminant à un nom de site.

## Histoire
- Présence gallo-romaine.
- Mentionné pour la première fois au Xe siècle.
- Ravagé en 1640 par les Suédois, les Français et les protestants.
- Village de garnison pendant la Première Guerre mondiale ( à une quinzaine de kilomètres du front).
- Accueil des troupes de la 35e division d'infanterie américaine pendant l'été 1944, présence de batterie tirant sur Velle-sur-Moselle ainsi que d'un hôpital de 1re ligne à l'école.

## Politique et administration
| Période                                  | Période                   | Identité                                      | Étiquette | Qualité |
| ---------------------------------------- | ------------------------- | --------------------------------------------- | --------- | ------- |
| Les données manquantes sont à compléter. |                           |                                               |           |         |
| avant 1988                               | ?                         | Paul Kelle                                    |           |         |
| mars 2001                                | 2014                      | François Parisse                              |           |         |
| 2014                                     | En cours (au 6 juin 2020) | Viviane Damien Réélu pour le mandat 2020-2026 |           |         |

## Démographie
L'évolution du nombre d'habitants est connue à travers les recensements de la population effectués dans la commune depuis 1793. Pour les communes de moins de 10 000 habitants, une enquête de recensement portant sur toute la population est réalisée tous les cinq ans, les populations de référence des années intermédiaires étant quant à elles estimées par interpolation ou extrapolation. Pour la commune, le premier recensement exhaustif entrant dans le cadre du nouveau dispositif a été réalisé en 2006.

En 2022, la commune comptait 325 habitants, en évolution de −7,93 % par rapport à 2016 (Meurthe-et-Moselle : −0,13 %, France hors Mayotte : +2,11 %).
| 1793 | 1800 | 1806 | 1821 | 1831 | 1836 | 1841 | 1846 | 1851 |
| ---- | ---- | ---- | ---- | ---- | ---- | ---- | ---- | ---- |
| 320  | 370  | 457  | 466  | 501  | 443  | 458  | 459  | 464  |

| 1856 | 1861 | 1872 | 1876 | 1881 | 1886 | 1891 | 1896 | 1901 |
| ---- | ---- | ---- | ---- | ---- | ---- | ---- | ---- | ---- |
| 457  | 450  | 430  | 414  | 395  | 398  | 341  | 310  | 265  |

| 1906 | 1911 | 1921 | 1926 | 1931 | 1936 | 1946 | 1954 | 1962 |
| ---- | ---- | ---- | ---- | ---- | ---- | ---- | ---- | ---- |
| 241  | 247  | 200  | 199  | 188  | 204  | 179  | 171  | 164  |

| 1968 | 1975 | 1982 | 1990 | 1999 | 2006 | 2011 | 2016 | 2021 |
| ---- | ---- | ---- | ---- | ---- | ---- | ---- | ---- | ---- |
| 146  | 154  | 281  | 326  | 338  | 334  | 338  | 353  | 335  |

| 2022 | - | - | - | - | - | - | - | - |
| ---- | - | - | - | - | - | - | - | - |
| 325  | - | - | - | - | - | - | - | - |

## Économie
- Forêt, céréales, bovins.
- Sablière.

## Culture locale et patrimoine

### Lieux et monuments

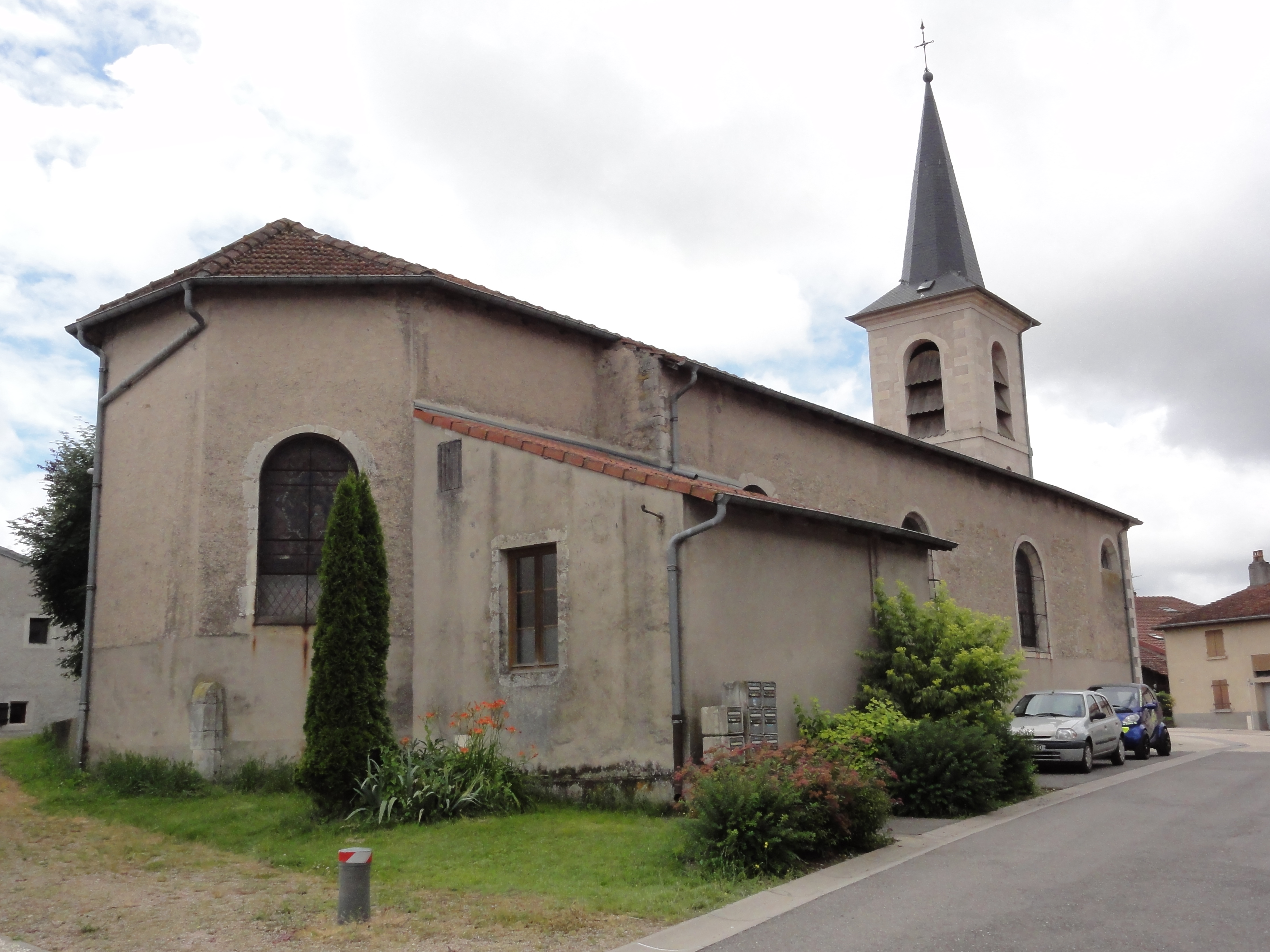
L'église.

#### Édifices civils
- Nombreuses maisons XVIIIe et XIXe siècles, quelques-unes du XVIIe siècle.
- Ferme au dîme.
- Présence présumée d'un château mais jamais prouvée.
- Canal de l'Est.
- Restes de cimetière moyenâgeux pour les morts de la peste (lieu-dit de la Haie Cercueil et près des Bordes).

#### Édifice religieux
- Église Saint-Rémi, XVIIIe siècle.

### Héraldique
| Blason de Saint-Remimont | Blason  | Blasonnement : d'azur à une colombe d'argent tenant dans son bec une ampoule d'or, soutenue par une montagne à trois coupeaux d'argent. |
| Blason de Saint-Remimont | Détails | Le statut officiel du blason reste à déterminer.                                                                                        |